# Mohammed Lakhdar-Hamina
Mohammed Lakhdar-Hamina (arabiska: محمد الأخضر حمينة), född 26 februari 1934 i M'Sila i provinsen M'Sila, död 23 maj 2025 i Alger, var en algerisk filmregissör och manusförfattare. Bland hans verk finns De glödande åren, som vann Guldpalmen vid filmfestivalen i Cannes 1975. Han blev därmed den första arabiska och afrikanska regissören att vinna Guldpalmen. Lakhdar-Hamina tävlade i Cannes fyra gånger. 1967 vann han prise för bästa debutfilm med Vindarna från Aurès.